# Брузилия
Резиденция Брузилия е извита сграда в квартал Скарбек в Брюксел, Белгия, до парк Йосафат. Проектирана е от белгийския архитект Жак Кузиние, а строежа трае от 1970 до 1974 година. На 35 етажа и 100 метра (330 фута) висока, тя е била най-високата сграда от всички жилищни сгради в Белгия допреди 142 метра (466 фута) високата кула на Ъп-сайт да бъде завършена в Брюксел през 2014 г.
Горните етажи предлагат просторна гледка към Брюксел и отвъд него (на север чак до Антверпен, а в ясен ден и до атомната електроцентрала Дул). Първоначално сградата е трябвало да бъде два пъти по-широка. Лявата половина е построена първа, заедно с основите на дясната, но дясната кула е отложена за неопределено време поради първата нефтена криза. През 2014 г. долната част на сградата е завършена в различен стил върху основите предвидени за дясната част.